# Chalcosyrphus ornatipes
Chalcosyrphus ornatipes är en tvåvingeart som först beskrevs av Sack 1927.  Chalcosyrphus ornatipes ingår i släktet mulmblomflugor, och familjen blomflugor.
Artens utbredningsområde är Taiwan. Inga underarter finns listade i Catalogue of Life.